# Melanocichla
Melanocichla är ett fågelsläkte i familjen timalior inom ordningen tättingar. Släktet omfattar endast två arter som förekommer i Sydostasien:
- Svarttimalia (Melanocichla lugubris)
- Skallig timalia (Melanocichla calva)

Arterna placeras traditionellt i fnittertrastsläktet Garrulax och kallades på svenska tidigare just svart fnittertrast respektive nakenhuvad fnittertrast. Genetiska studier visar dock förvånande nog att de istället är nära släkt med sabeltimaliorna i Pomatorhinus i familjen timalior och alltså bör byta inte bara släktesnamn utan också familjetillhörighet. Dessa båda har därför lyfts ut till ett eget, Melanocichla, och flyttats till timaliorna.